# Ulva lactuca
Ulva lactuca L., 1753, conosciuta anche come lattuga di mare, è un'alga verde della famiglia delle Ulvaceae, comune nel Mar Mediterraneo e nei mari freddi o temperati.

## Caratteristiche
Alta fino a 30 centimetri, traslucida, di un acceso colore verde brillante. Presenta un filloide sottile, non molto grande, lamellare, fissato ad un peduncolo di forma elicoidale. 
Ulva lactuca viene raccolta in primavera e in autunno, ovvero durante le stagioni in cui presenta il suo miglior colore che riflette la ricchezza di sostanze nutritive.

## Usi
In Italia viene utilizzata per la preparazione delle zeppolelle di mare o frittelle alle alghe, piatto tipico napoletano. In Giappone, dove ha il nome di aosa (石蓴), viene consumata in vari alimenti. Anche in Scozia si usa, per zuppe e insalate di mare. Viene mangiata cruda, come insalata, anche in Scandinavia, Danimarca, Irlanda e Indonesia.

## Proprietà
Come tutte le alghe marine, è molto ricca in sali minerali e oligoelementi. In particolare, secondo Lahaye e Jegou si caratterizza per la presenza di calcio (3g/100g) e di magnesio (2,8g/100g). Contiene tutti gli 8 aminoacidi essenziali. Presenta un discreto contenuto vitaminico (provitamina A, gruppo B e vitamina C) e di acidi grassi essenziali omega-3 (acido α-linolenico C18:3).

## Fibre
Ulva lactuca contiene polisaccaridi idrosolubili che consistono in molecole solforate di acido uronico, che non possono essere degradate dagli enzimi digestivi. Così come gli amidi delle piante terrestri, gli amidi delle macroalghe verdi consistono in polisaccaridi amilacei e amilopectine, che hanno proprietà simili agli amidi presenti nelle patate, benché in queste ultime il grado di polimerizzazione sia notevolmente inferiore. Gli elementi amilacei di Ulva lactuca si dissolvono facilmente nell'acqua senza diventare appiccicosi.